# Estadio Jorge Luis Hirschi
El Estadio Jorge Luis Hirschi es un recinto deportivo propiedad del Club Estudiantes de La Plata, ubicado en la ciudad bonaerense de La Plata, Argentina. Se sitúa en la avenida 1, entre las calles 55 y 57, y cuenta con capacidad para albergar a 32 530 espectadores, lo que la convierte en el recinto deportivo no gubernamental de mayor aforo del Gran La Plata.
Por sus nuevos atributos, innovaciones tecnológicas y sustentabilidad ambiental, está considerado uno de los estadios de fútbol más modernos a nivel mundial, con características únicas en el fútbol argentino. Es, además, el recinto deportivo de mayor antigüedad entre los equipos de la Primera División de Argentina, dado que se encuentra en la misma localización, el hoy parque público Paseo del Bosque, desde febrero de 1906, cuando el Club Estudiantes de La Plata recibió las tierras para la construcción de su cancha.
La edificación original, construida con predominio de estructuras de madera, fue desmontada y demolida durante 2007. Y, tras ratificarse un acuerdo firmado con el Municipio local en julio de 2008, comenzó a construirse, sobre el mismo predio, el nuevo estadio del club. Su reinauguración, prevista para mayo de 2018, se produjo finalmente el 9 de noviembre de 2019, en un evento que incluyó espectáculos musicales y un partido de exhibición entre futbolistas de distintas épocas de la institución. El primer partido oficial, tras la reapertura de la cancha luego de 14 años, se jugó el 30 de noviembre del mismo año. Ese día, Estudiantes recibió a Atlético Tucumán por la 15.ª fecha del Campeonato de Primera División 2019-20.
En una primera instancia, la reapertura del estadio estuvo pautada para fines de 2010, aunque la dirigencia del club definió reformular el proyecto inicial, luego de la presentación de una medida judicial dejada sin efecto en 2011; y tras un acuerdo entre las partes implicadas, homologado con la entrega de las escrituras de tierras por parte del Estado provincial. El amparo judicial impedía la continuidad de las obras hasta que se determinara si éstas impactaban negativamente sobre el medio ambiente, situación que produjo diferentes modificaciones en el diseño original de construcción del estadio, entre 2010 y 2019, y el aplazamiento en los tiempos de reinauguración fijados previamente.
Con la aprobación del primer proyecto arquitectónico se incluyó, además, la modificación del nombre para el nuevo estadio, que pasaría a llamarse «Tierra de Campeones». Sin embargo, la CD que asumió su mandato en octubre de 2014 decidió mantener su demominación histórica, con el que se lo conoce desde 1970: Jorge Luis Hirschi.

## Historia

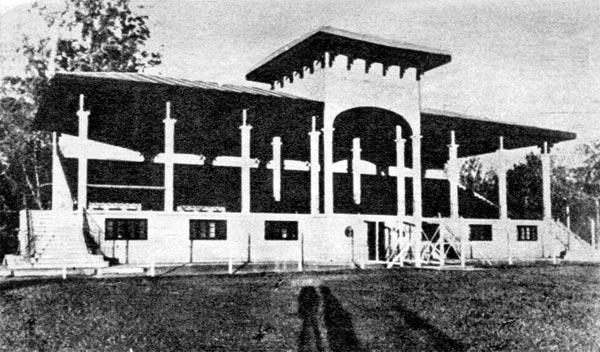
La primera platea oficial, inaugurada en 1911.

Entre 1906 y 1907, la tarea principal de los dirigentes de Estudiantes de La Plata fue abocarse a la construcción de un estadio que tuviera las condiciones necesarias para que la Asociación del Fútbol Argentino aceptara inscribir al equipo en la división superior del ente oficial, ya que el campo de juego de las avenidas 19 y 51 (donde hoy se encuentra la Plaza Islas Malvinas), cedido provisoriamente tras la fundación del club en agosto de 1905, no cumplía con los requisitos reglamentarios. A través de las gestiones del entonces presidente Nazario Robert, el club se consiguió que el Gobierno provincial cediera, en febrero de 1906, los terrenos ubicados en la esquina de avenida 1 y calle 57, donde funcionaba el velódromo de la ciudad, dentro del hoy parque público Paseo del Bosque.

### Inauguración
El estadio se inauguró el 25 de diciembre de 1907, luego de arduas tareas para poner en condiciones el campo de juego, sin un partido oficial inaugural pero con una fiesta popular que incluyó espectáculos musicales y proyección de películas. Con una capacidad inicial para dos mil simpatizantes, la cancha tuvo en sus comienzos un sector exclusivo para el público femenino sobre el lateral de la calle 115.

### Construcción y primeras ampliaciones

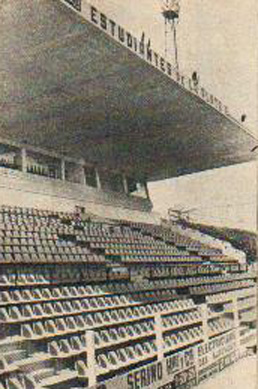
Vista de la platea techada, década de 1960.

Los terrenos que el Gobierno de la Provincia de Buenos Aires le había entregado a Estudiantes eran sumamente desparejos (en efecto, por carecer de una cancha apropiada, el equipo no pudo participar de los concursos oficiales de 1907, reincorporándose en la siguiente temporada) y por eso debieron realizarse diversas obras de refaccionamiento. En el emprendimiento trabajaron los socios, la Comisión Directiva y hasta el plantel profesional.
El 15 de agosto de 1909, se desarrollaría, aquí, el primer partido internacional interclubes de la historia de la ciudad de La Plata, al enfrentarse Estudiantes y Orientales, de la Liga Matutina de Montevideo, Uruguay, en un amistoso en el que los locales vencieron por 5-0.
Tras la remodelación del campo de juego, lo primero que se edificó fue una casilla a dos aguas. Entre 1911 y 1912 llegó la construcción de la primera tribuna con techo, con estructuras de madera (primera con esas características en el país); y el resto se fue completando con el correr de los años: en 1927, bajo la presidencia de Jorge Luis Hirschi, se iniciaron las obras para la colocación de las primeras gradas, de 123 metros y 17 escalones, y diversas reformas estructurales de importancia, como la construcción de la pileta de natación reglamentaria, detrás de la tribuna oficial del estadio, los vestuarios, el alambrado olímpico y el buffet estilo tudor; en 1937 se agregó la iluminación (las cinco torres que daban luz a la cancha fueron consideradas, entonces, como la obra más importante de Sudamérica), inaugurada en un encuentro amistoso frente a Peñarol de Montevideo, lo que le permitió a Estudiantes participar, por primera vez, del Torneo Internacional Nocturno junto a los llamados «cinco grandes», Newell's Old Boys, Rosario Central y los uruguayos Nacional y Peñarol.

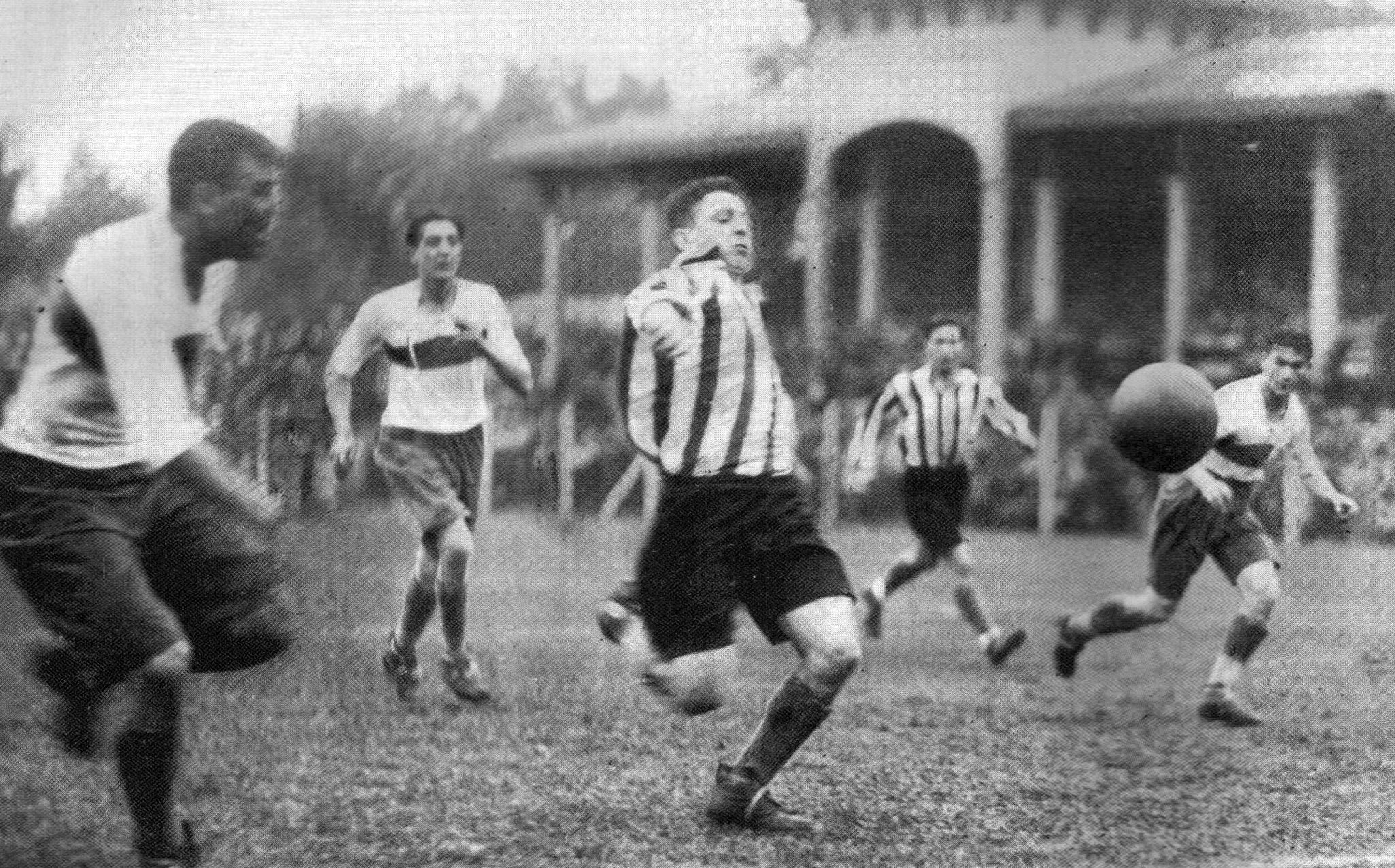
Un clásico platense de 1931, con la antigua tribuna oficial de madera de fondo.

Hacia 1947, por iniciativa del entonces Ministerio de Obras Públicas de la Provincia de Buenos Aires, que evaluó solicitar las tierras fiscales donde se localizaban los campos deportivos de Estudiantes, Gimnasia y el Club Hípico La Plata para ampliar el Paseo del Bosque, la institución consideró construir un nuevo estadio en terrenos de la intersección de las avenidas 13 y 32, hoy ocupado por una de las sedes del Ministerio de Desarrollo Agrario provincial, o en un extenso predio de diagonal 74 y su intersección con la avenida 122, en el comienzo de la RP 11, camino al balneario de Punta Lara. Sin embargo, estas opciones fueron descartadas porque el Ejecutivo provincial desistió de formalizar la iniciativa.
La tribuna oficial, remodelada durante la década de 1940 bajo la presidencia de Pedro Osácar, sufriría en 1960 un devastador incendio y fue reemplazada por una platea techada construida íntegramente con hormigón -se utilizó desde 1962 hasta la demolición del estadio en 2007- y denominada «Alfredo Lartigue» en homenaje al primer socio de la institución.
En un principio, el estadio contaba con una capacidad de 28 000 espectadores, aunque a lo largo de los años la cancha necesitó reformas permanentes, como la renovación de los tablones y del alambrado, reduciendo el aforo a 23 200 espectadores.

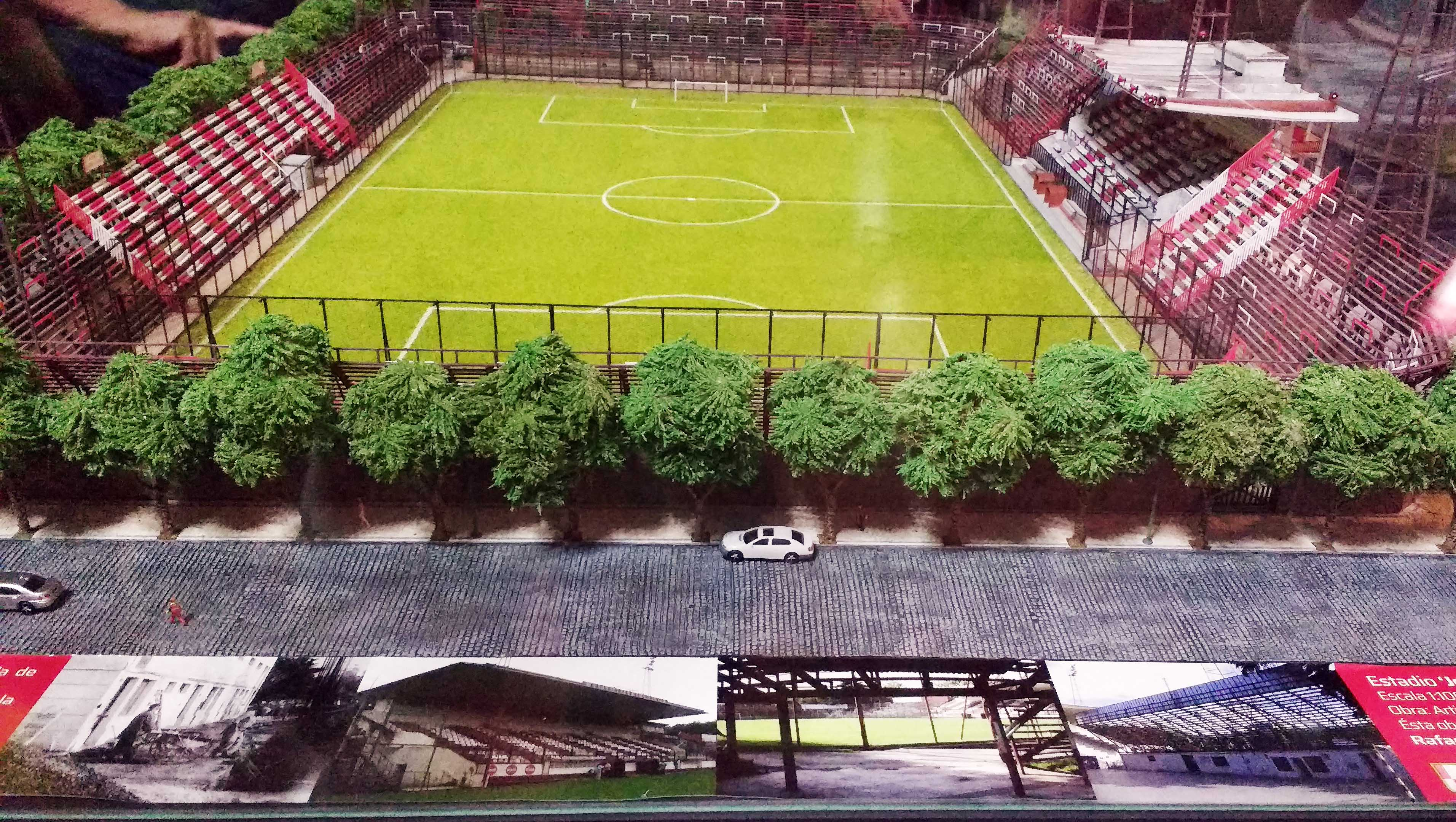
Maqueta del viejo estadio realizada por el escenógrafo Gianni Zacarías, exhibida en el Museo del Club Estudiantes de La Plata.

El predio donde se ubicaba el antiguo estadio contaba, además, con una pileta de natación construida con medidas olímpicas reglamentarias, canchas de balonmano y tenis; y con el Pabellón «Dante Demo», un albergue para futbolistas juveniles, inaugurado en 1966, que se incorporaban a la institución desde diferentes ciudades del país. Cuando este inmueble fue demolido para la construcción del nuevo estadio, la Comisión Directiva dispuso que se conservara una parte de la planta baja del edificio a modo de homenaje y resguardo patrimonial. Todas estas estructuras y actividades funcionan actualmente en el Country Club de City Bell.

### Nombre del estadio

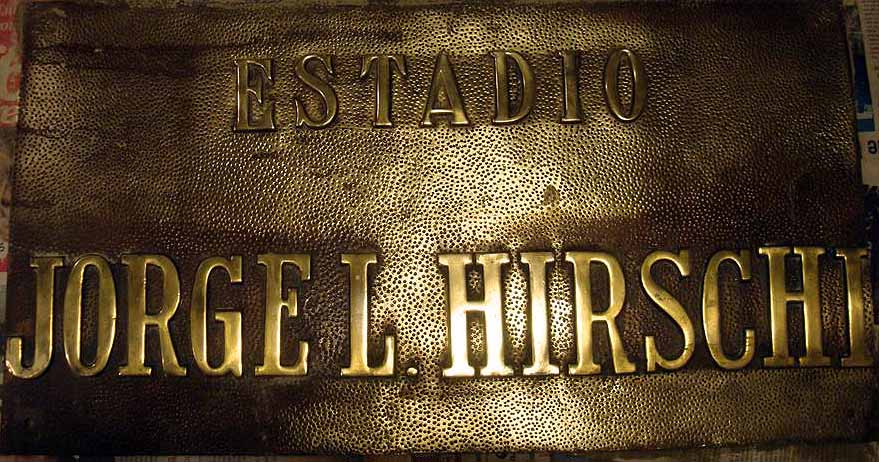
Placa identificatoria del estadio, ubicada en el antiguo portón de ingreso principal.

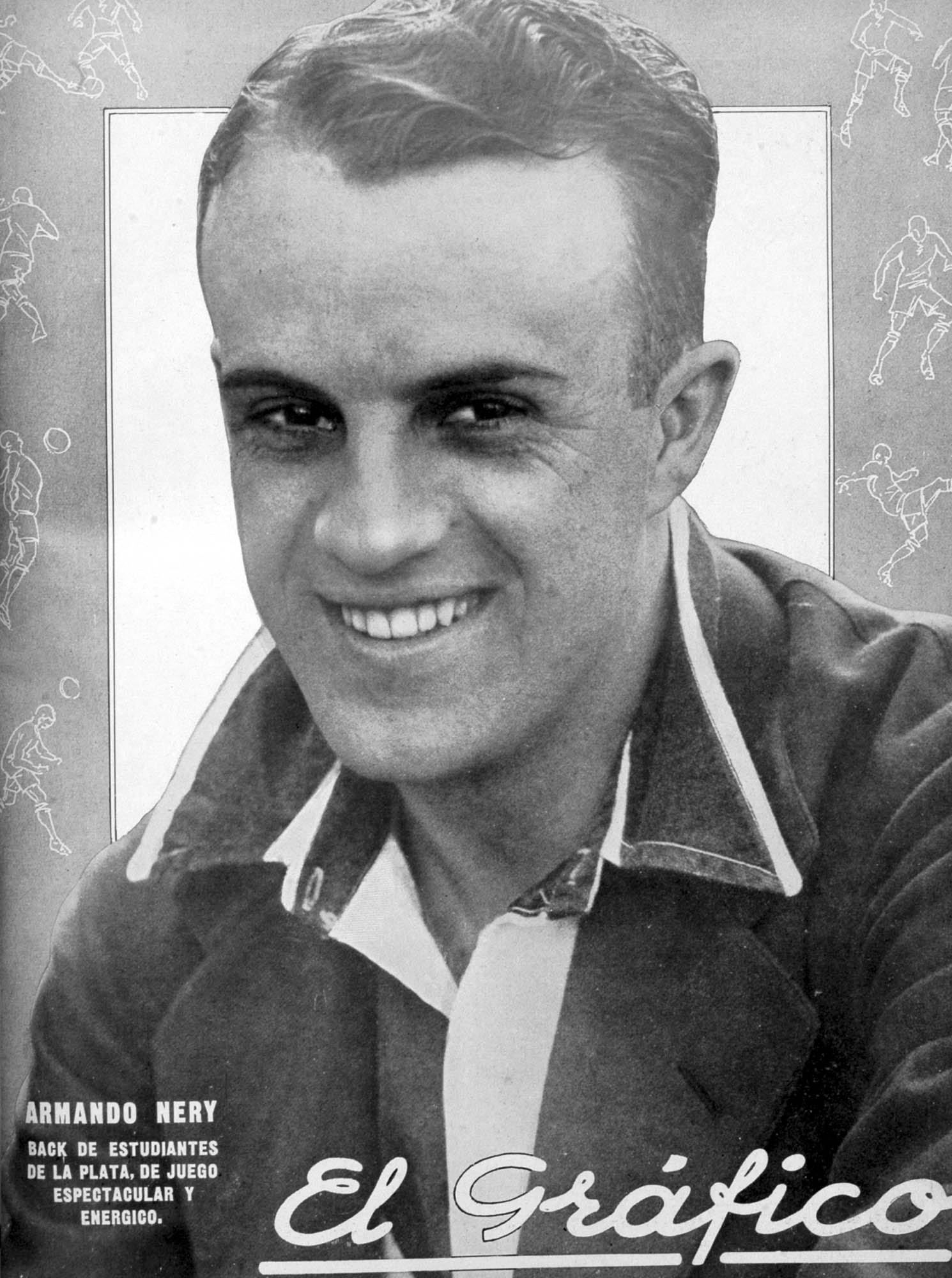
Armando Nery jugó en Estudiantes entre 1925 y 1937 y un sector del estadio lleva su nombre.

El nombre del estadio fue impuesto en agosto de 1970, durante la presidencia de Mariano Mangano, en homenaje a la obra del expresidente de la institución: Jorge Luis Hirschi.
Hirschi fue un médico platense, nacido en 1889, que se desempeñó como deportista y presidente del Club Estudiantes de La Plata. Integró el equipo de fútbol que se coronó campeón de Primera División de AFA en 1913 y ocupó el máximo cargo dirigencial de la institución entre 1927 y 1932.
El campo deportivo tiene, a su vez, distintos sectores delimitados en la platea de calle 1 y en la tribuna cabecera que se levanta sobre el Paseo de los Profesores donde se homenajean a figuras de la historia de la institución: Víctor Sautel, Felipe Sessa y Jorge D. Valente, exdirectivos; y Armando Nery, exfutbolista.

### Clausura y cierre

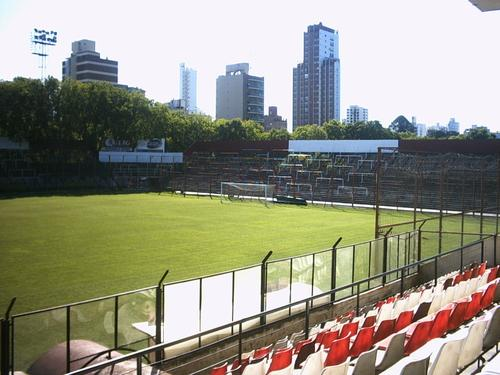
El estadio, antes de su demolición, con las estructuras de hormigón, hierro y madera.

Hasta la clausura del estadio y su cierre definitivo para la construcción de la nueva cancha, el último partido oficial de fútbol, en la rama masculina, fue el clásico platense del 28 de agosto de 2005, por la 4.ª fecha del Torneo Apertura de ese año, cuando Estudiantes derrotó a Gimnasia por 1-0 con gol de José Luis Calderón.
 Posteriormente, en ese predio, sólo se organizaron eventos de disciplinas deportivas amateur, partidos de divisiones juveniles y del Campeonato de Primera División de fútbol femenino.
En septiembre de 2005, el estadio fue inhabilitado por la municipalidad de La Plata en el marco de un litigio que mantenían las partes desde 2002 para remodelarlo y adecuarlo a las exigencias del siglo XXI. Producto de esta suspensión, Estudiantes hizo las veces de local en el estadio de Gimnasia hasta fines de ese año, cuando este último también fue clausurado por desmanes generados por simpatizantes de ese club durante un partido frente a Newell's Old Boys.

### Demolición y proyecto del nuevo estadio
La construcción del nuevo recinto deportivo de Estudiantes de La Plata comenzó a proyectarse a finales de la década de 1990, cuando los dos clubes más populares de la ciudad de La Plata, Estudiantes y Gimnasia, pugnaban por la cesión definitiva de las tierras fiscales de propiedad municipal donde se ubican sus históricos estadios, en el Paseo del Bosque.
Aún sin desmontar y demoler su antigua cancha, la primera tribuna comenzó a construirse en 2002, detrás de la estructura donde se ubicaban los simpatizantes locales. Pero la obra fue paralizada ese mismo año por una orden de la Suprema Corte de Justicia bonaerense que impedía la continuidad de los trabajos, en el marco de un litigio que se extendió hasta 2006 entre las autoridades del club y el Ejecutivo municipal, al mando de Julio Alak, sin que la institución pudiera obtener durante ese período el aval para edificar el estadio con estructuras de cemento. El Municipio platense se oponía al proyecto por considerar que no cumplía con la ley provincial que regula este tipo de emprendimientos.
Ante esto, la Comisión Directiva de Estudiantes proyectó construir un nuevo estadio con capacidad para 25 000 espectadores sentados en la localidad de Ensenada. Para ello contó con el ofrecimiento municipal de un predio de ocho hectáreas, tierras que se encuentran a tres kilómetros del lugar donde históricamente se ubicó su cancha.
Esa alternativa se descartó sin que llegara a considerarse por los asociados y se retomaron las negociaciones con los gobiernos municipal, provincial y nacional para la remodelación del estadio en la histórica ubicación de 57 y 1, según el proyecto original de la obra.
Así, el 18 de septiembre de 2006 se firmó un acta con las autoridades platenses para construir la nueva cancha, con el compromiso de utilizar el Estadio Ciudad de La Plata en encuentros de mayor convocatoria. El mismo fue avalado por unanimidad por una Asamblea de Socios realizada el 30 del mismo mes.
De esta manera, la Comisión Directiva de Estudiantes llegó a un acuerdo (luego ratificado en julio de 2008 bajo el mandato del intendente Pablo Bruera) para edificar su nuevo estadio en el predio de 57 y 1, donde se ubica desde 1907. Su inauguración parcial estaba pautada para fines de 2010, con una capacidad inicial para 30 000 espectadores sentados, pero el proyecto fue reformulado por la dirigencia durante ese año para incluirlo dentro de un complejo polideportivo que sería complementario, y no sustitutivo, del Estadio Ciudad de La Plata, cediendo parte de las tierras para incorporarlas al espacio público del Paseo del Bosque.

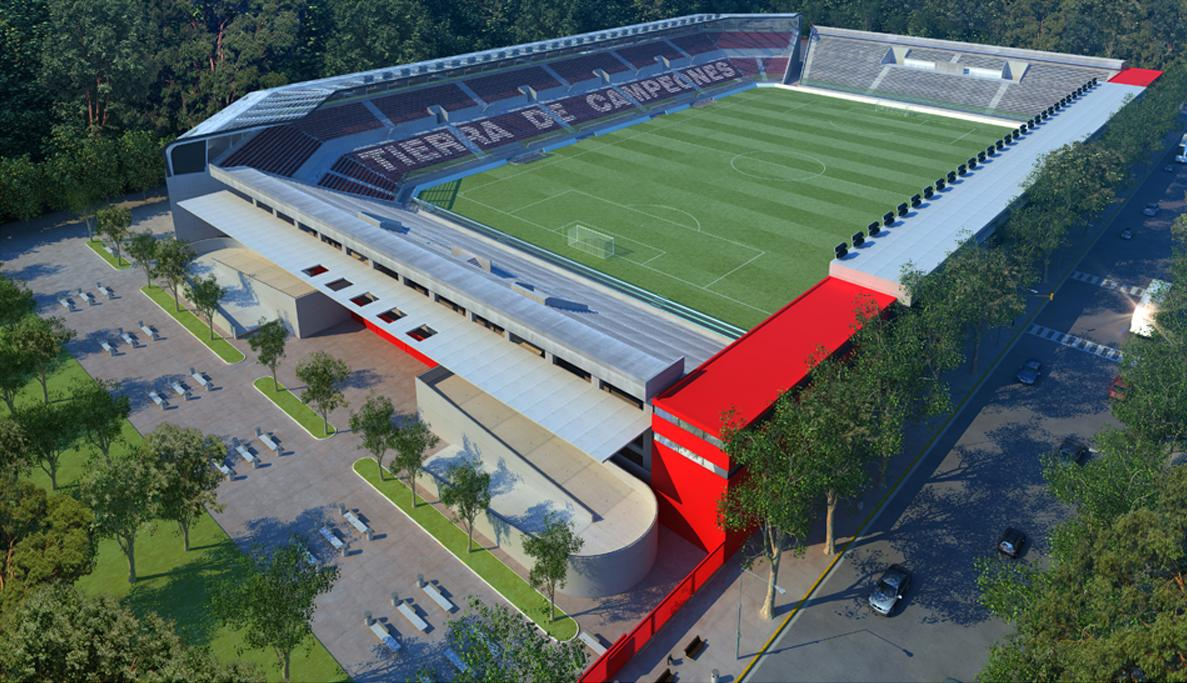
Proyecto inicial del nuevo estadio, con el nombre de «Tierra de Campeones».

Simultáneamente, desde el inicio de las obras, algunas ONG platenses vinculadas con la protección del medio ambiente presentaron diversas medidas cautelares con el objetivo de impedir nuevas edificaciones en el trazado urbanístico del Paseo del Bosque (y, por ende, modificaciones en los predios y las estructuras de los históricos estadios de Estudiantes y Gimnasia) que fueron rechazadas, oportunamente, por la Justicia y el Gobierno municipal a través de la oficialización de recursos de amparo. No así la última, elevada en 2008 y ratificada por la Suprema Corte de Justicia bonaerense en abril de 2010, al rechazar una apelación interpuesta por el Municipio de La Plata mediante Recurso Extraordinario Federal (REF), que ordenaba paralizar los trabajos hasta la realización de un estudio que determinara si las obras impactaban de manera negativa sobre el medio ambiente.
Un año después, en abril de 2011, el titular del Juzgado Civil y Comercial Nº25 de La Plata hizo lugar al pedido de audiencia conciliatoria solicitado por la dirigencia de Estudiantes, con el fin de lograr un acuerdo entre las partes respecto del amparo judicial que prohibía la continuidad de las obras. El convenio definitivo entre los clubes, Estudiantes y Gimnasia, el gobierno municipal y las organizaciones no gubernamentales, se firmó el 29 de junio de ese año. Una vez refrendado el acuerdo por el gobernador Daniel Scioli, ambas instituciones obtuvieron la titularidad de las tierras pudiendo remodelar sus estadios según los nuevos parámetros fijados.

### Remodelación y estado de obras

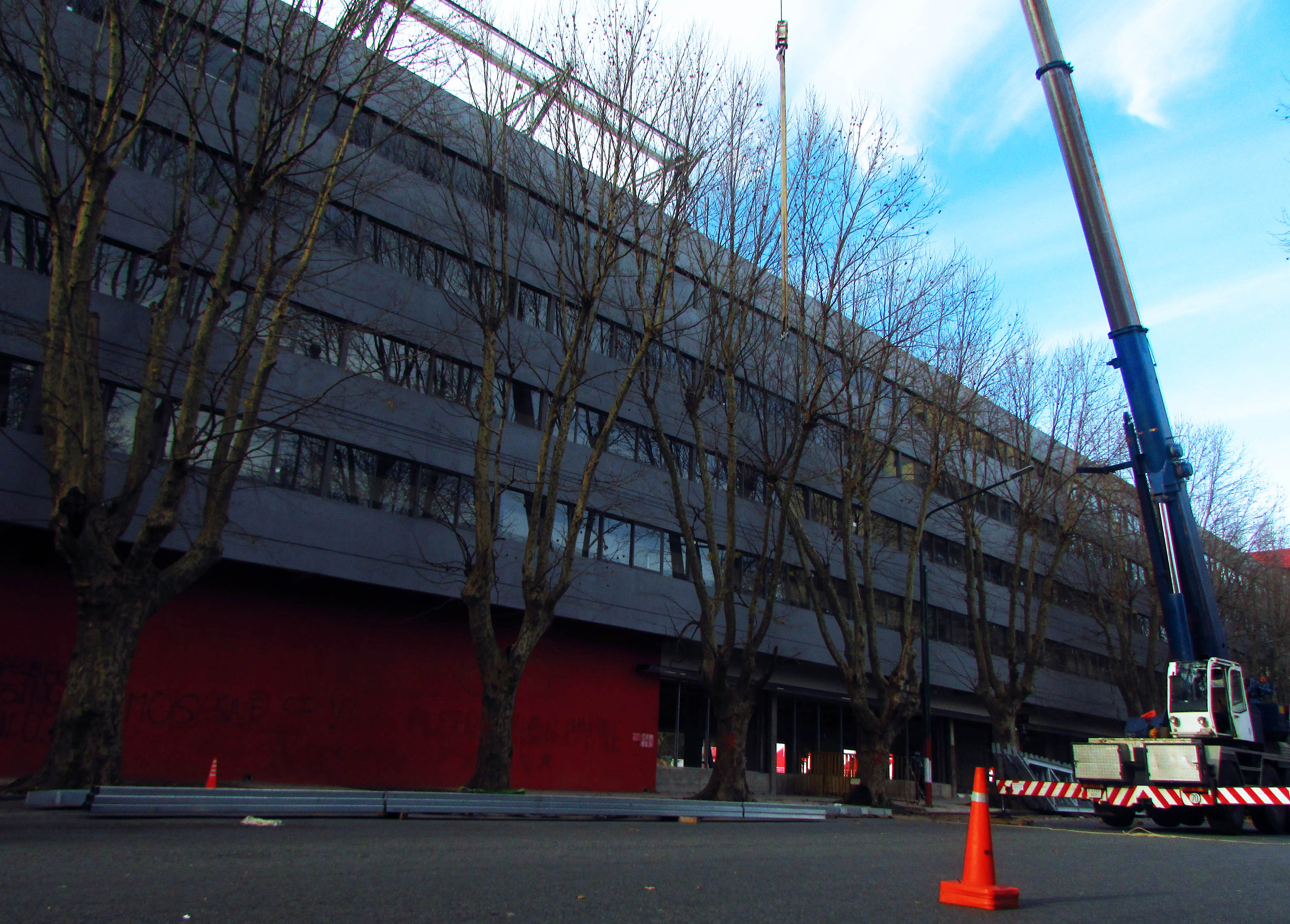
Vista exterior de los nuevos palcos, durante la colocación de la cubierta, sobre avenida 1.

A partir de la firma del primer convenio de conciliación y tras un breve paso por el Estadio Centenario de Quilmes, Estudiantes comenzó a disputar sus partidos en el Estadio Ciudad de La Plata. Allí jugó por primera vez en condición de local el 15 de octubre de 2006, por la 11.ª fecha del Torneo Apertura, goleando a su clásico rival por 7-0 y estableciendo la mayor diferencia en la historia de los enfrentamientos entre Estudiantes y Gimnasia; y festejó la obtención de su penúltimo título nacional en campeomatos de liga, el Torneo Apertura 2006, con una fiesta a la que concurrieron cerca de 50 000 personas, una horas después de la consagración.
Hasta el inicio del Torneo Apertura 2009 mantuvo su localía en ese escenario, que permaneció cerrado por las obras definitivas para la colocación de la cubierta hasta febrero de 2011, cuando Estudiantes retornó, parcialmente, al Estadio Ciudad de La Plata. Durante la temporada 2009/10 jugó en condición de local nuevamente en el Estadio de Quilmes, al igual que en el Torneo Apertura 2010.
El 18 de septiembre de 2013 se firmó un acuerdo para el fideicomiso con el Banco de la Nación Argentina, con el objetivo de administrar el dinero aportado por los asociados para la finalización de las obras. Para ello, la Comisión Directiva de Estudiantes instrumentó la campaña «Socio León», creando tres categorías de aportantes («León del Mundo», «León de América» y «León de la Patria») para donar voluntariamente un monto fijo de dinero según la categoría que elijan. Un mes después, en la Asamblea Anual, se aprobó la propuesta para vender 25 terrenos en desuso, propiedad del Club y lindantes al Country de City Bell, y destinar el monto recaudado, estimado en más de 12 millones de pesos, para la construcción del estadio.

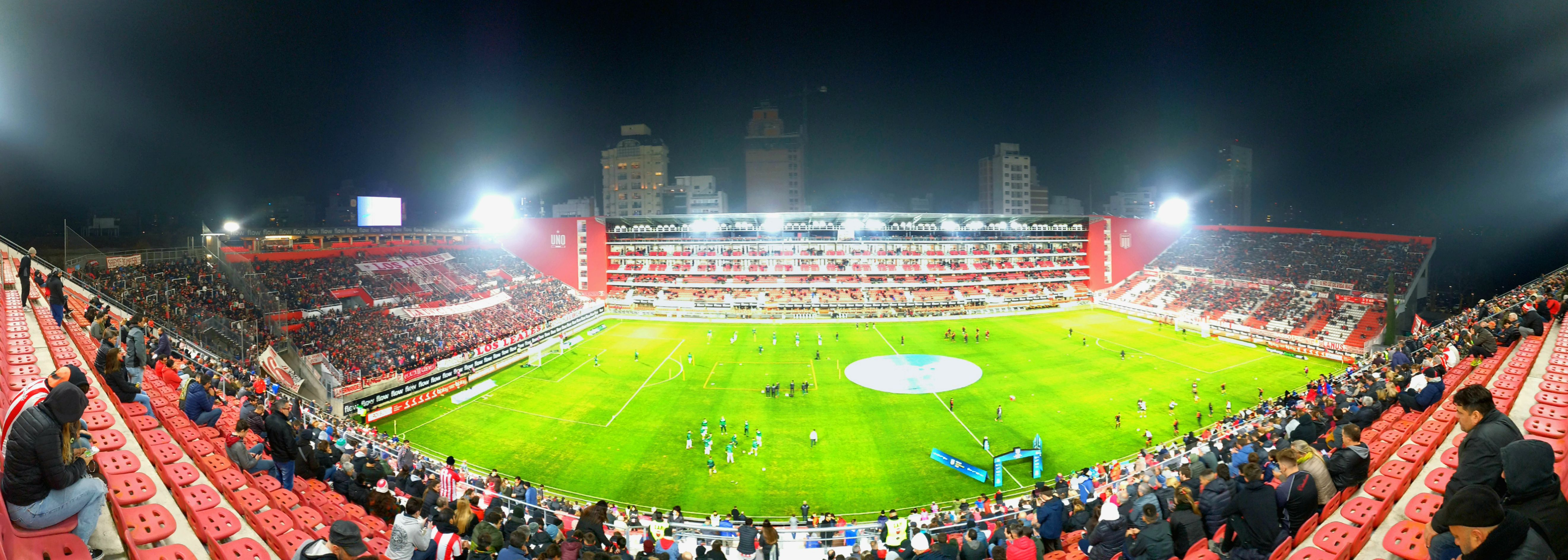
El estadio, antes del partido de Estudiantes y Sarmiento, en 2022.

Las obras para la etapa final del proyecto fueron aprobadas por los asociados en una Asamblea Extraordinaria convocada por la Comisión Directiva el 9 de mayo de 2015. Por unanimidad, la dirigencia fue autorizada a firmar contratos que excedan los dos años de duración para que distintas empresas, comerciales y privadas, puedan aportar el dinero y finalizar el estadio en los tiempos previstos en dicha convocatoria.
En agosto de 2017, la Comisión Directiva convocó a una nueva y definitiva Asamblea Extraordinaria, donde los asociados aprobaron por unanimidad la constitución de una hipoteca sobre el inmueble de la Sede Social del club, como garantía de un préstamo de 12 millones de dólares destinado a la finalización de las obras del estadio, prevista para mayo de 2018 y luego suspendida hasta 2019. La postergación obedeció a que la Comisión Directiva desistió de aquel préstamo inicial y firmó un nuevo acuerdo, con un Banco de Inversión y Comercio Exterior, por la mitad de ese monto y sin garantía hipotecaria.

### Reinauguración

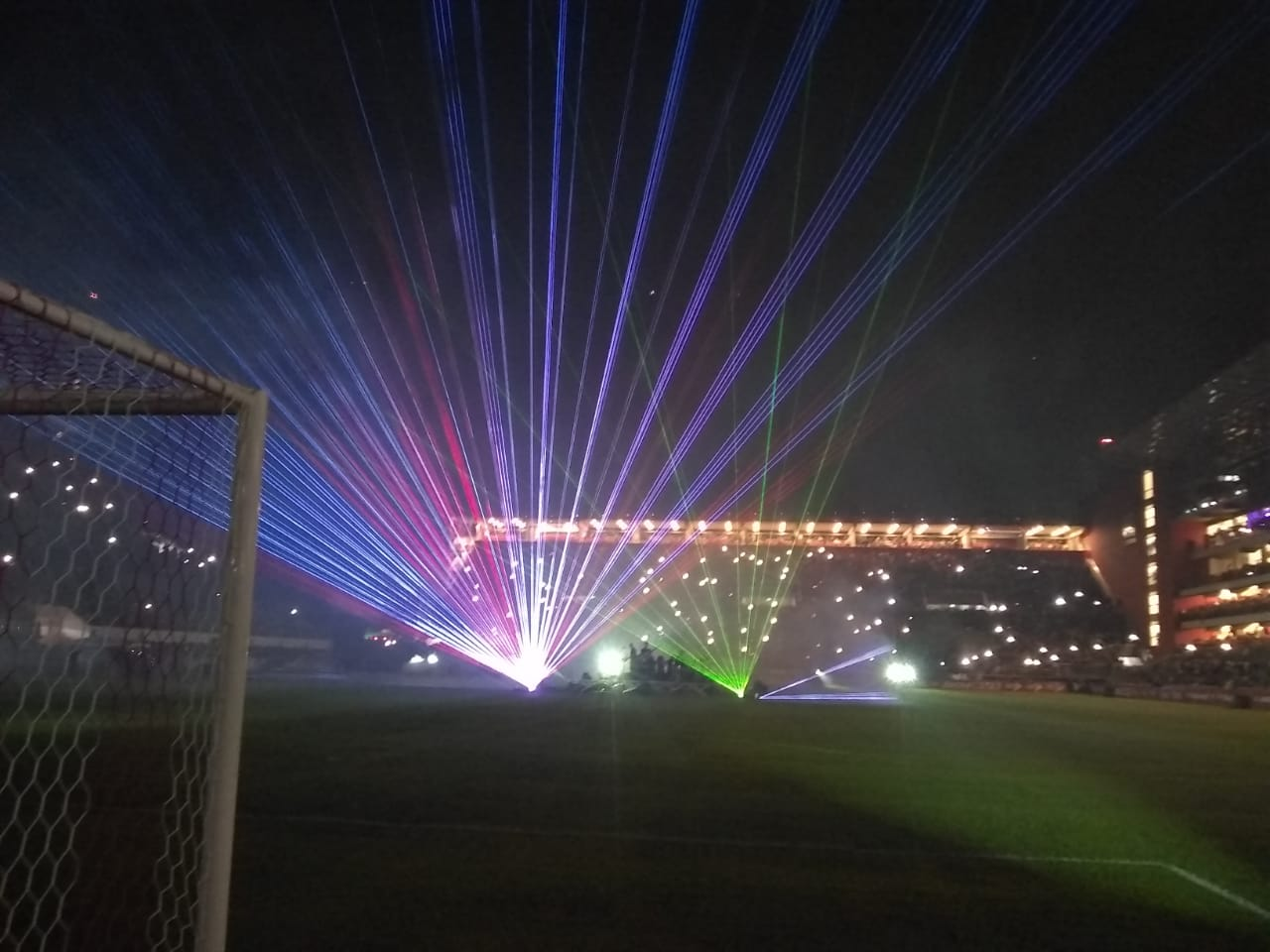
La reinauguración del 9 de noviembre de 2019, que incluyó recitales y fuegos de artificio.

La Comisión Directiva de Estudiantes confirmó, finalmente, en abril de 2019, que el club reabriría oficialmente su estadio el 9 de noviembre de ese año, a catorce años del último partido oficial de fútbol disputado allí, ocurrido en agosto de 2005; y que, a su vez, desarrollaría un sistema de rankings para la concurrencia de los asociados de la institución al estadio, debido a que la capacidad inicial del mismo (30 018 espectadores) podía albergar una cantidad de socios menor a la que cuenta el club.
El nuevo recinto deportivo fue reinaugurado en una triple jornada de eventos, entre el 8 y 10 de noviembre de 2019, que incluyó la colocación de la piedra fundacional del estadio para ser reabierta el 9 de noviembre de 2019, a 50 años de este evento; una caravana de simpatizantes y socios del club, que marcharon por la ciudad de La Plata a modo de agradecimiento por la conclusión de la obra; espectáculos musicales; fuegos de artificios; la inauguración de una estatua de Carlos Salvador Bilardo, histórico jugador y entrenador de la institución y de la Selección de fútbol de Argentina; y un partido de exhibición entre futbolistas de distintas épocas de la institución, que incorporó la participación de integrantes del equipo de fútbol femenino.
El sábado 30 de noviembre de 2019, en tanto, se jugó el primer partido oficial tras la reapertura de la cancha, cuando Estudiantes recibió a Atlético Tucumán por la 15.ª fecha de la Superliga Argentina 2019/20. Desde el cierre definitivo en agosto de 2005, hasta su reinauguración, Estudiantes jugó un total de 307 partidos, en condición de local, afuera de su sede, en los estadios Ciudad de La Plata, Gimnasia y Esgrima La Plata (Estadio Juan Carmelo Zerillo), Quilmes (Estadio Centenario-Ciudad de Quilmes), Racing Club (Estadio Presidente Perón-El Cilindro) y Arsenal (Estadio Julio Humberto Grondona).
Las denominaciones de la totalidad de la estructura homenajean a distintas etapas exitosas del fútbol de la institución: las cuatro nuevas tribunas fueron renombradas como «Campeón del Mundo», «Campeón de América», «Campeón Nacional» y «La Tercera que mata». Además de mantenerse los nombres originales que por estatuto llevaban los distintos sectores del antiguo estadio.

### Ampliación

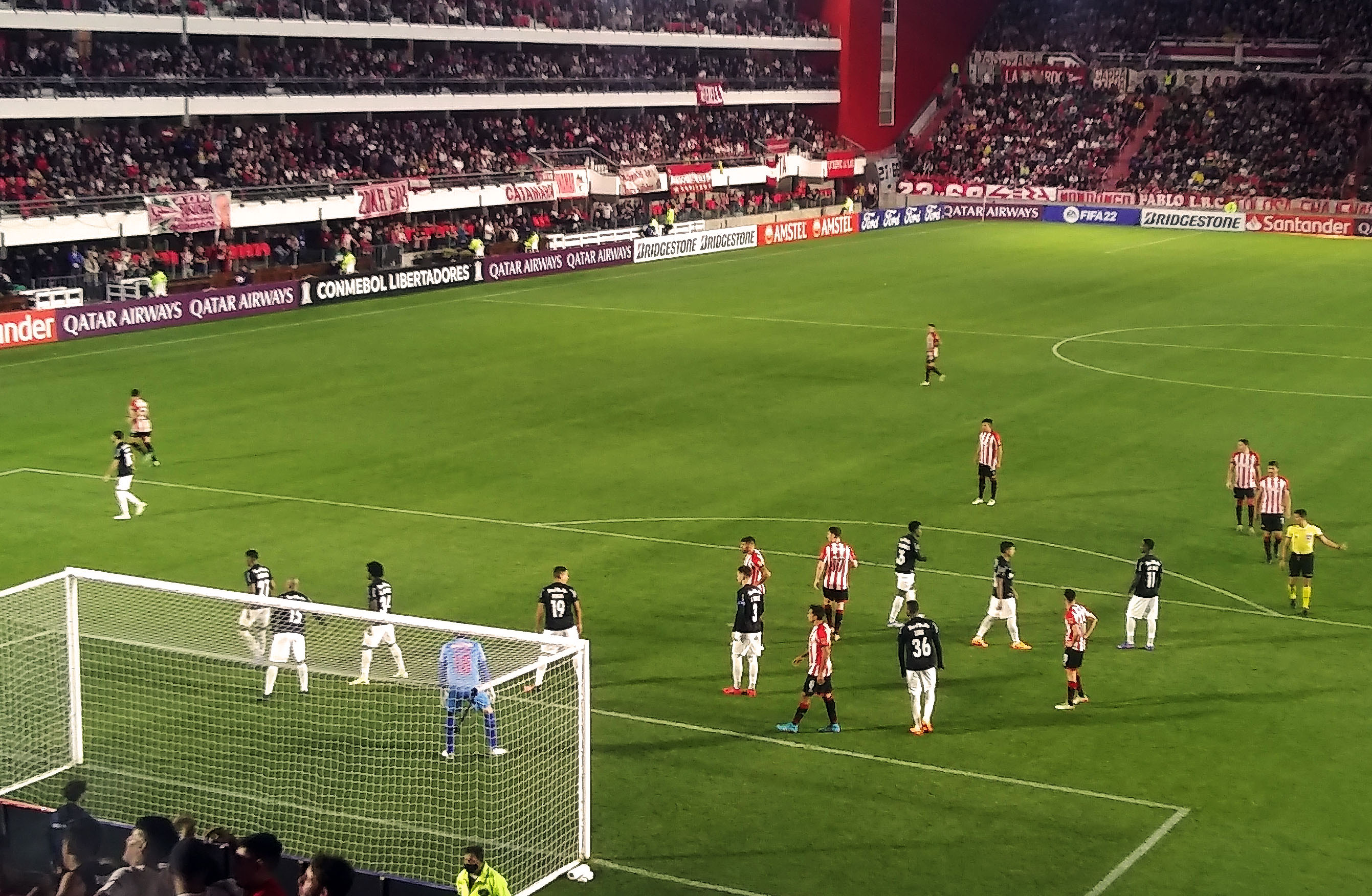
Estudiantes frente a Bragantino de Brasil en 2022: el Estadio UNO volvió a ser sede de la Copa Libertadores de América tras 38 años.

En febrero de 2022, concluyeron las obras de ampliación de una tribuna tubular, ubicada provisoriamente sobre la esquina de las calles 57 y 115, con capacidad de 2 512 personas para albergar simpatizantes de clubes visitantes durante la disputa de la Copa Libertadores de América de esa temporada. Esta estructura, a su vez, le permite a la institución una concurrencia total de 32 530 simpatizantes propios durante la realización de los certámenes oficiales organizados por la Asociación del Fútbol Argentino.

## Uso
El Estadio Jorge Luis Hirschi fue designado, en 2022, como sede de uno de los torneos de verano del fútbol argentino. Allí se disputó un hexagonal amistoso internacional en el que participaron cuatro clubes argentinos (Boca Juniors, Independiente, San Lorenzo y Talleres de Córdoba) y dos chilenos (Colo Colo y Universidad de Chile), en enero de ese año. Fue la primera vez en la historia en que el clásico del fútbol chileno se desarrolló en el extranjero.
Anteriormente, el escenario había sido sede de competencias amistosas similares, como el triangular internacional Copa Diario El Día, disputado, en 1991, entre el local, el Club Estudiantes de La Plata; su tradicional rival de La Plata, Gimnasia y Esgrima; y Lausana, de Suiza. O la Copa Gobernador Alende, cuadrangular internacional de 1960 en el que participaron Estudiantes, Gimnasia, Peñarol y Nacional, ambos de Uruguay.
En la temporada 2022, este recinto volvió a ser sede de partidos de la Copa Libertadores de América tras 38 años. Fue en el encuentro revancha de la fase clasificatoria 2 de la 63° edición de esta competencia, en el enfrentamiento entre el local, Estudiantes de La Plata, y Audax Italiano de Chile. El último partido oficial por esta competición se había disputado el 27 de abril de 1984, por la fase de grupos de la Copa Libertadores 1984, entre Estudiantes y Olimpia de Paraguay.

## Atributos

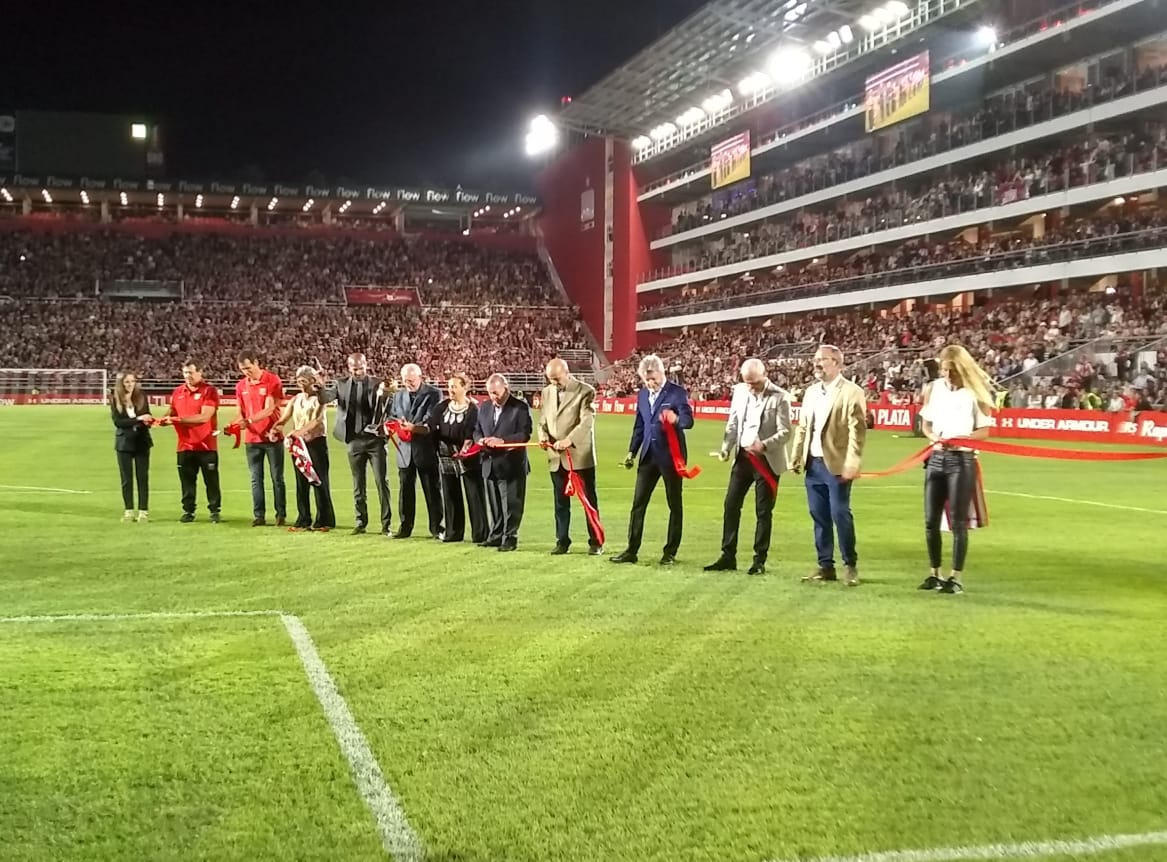
Ceremonia de reapertura y corte de cinta entre distintos presidentes de la historia del club.

El Estadio Jorge Luis Hirschi cuenta, a partir de su reinauguración, con una capacidad total para albergar a 32.530 espectadores, lo que le permite a Estudiantes de La Plata disputar, en ese recinto deportivo, todas las instancias clasificatorias cuando participe en torneos internacionales de la CSF.
Por sus nuevos atributos, está considerado uno de los estadios más modernos a nivel mundial (fuente dudosa) y con características únicas en el fútbol argentino. Es el primero del país en conseguir la distinción «Sello Verde» de parte de la Coordinación Ecológica Área Metropolitana Sociedad del Estado (CEAMSE), al adherir al «Programa de Economía Circular» para el cuidado del medio ambiente; y en ser considerado 100% digital e IP, luego de un acuerdo firmado con la empresa de plataforma de streaming que es el nuevo patrocinador principal del estadio, ya que una red de fibra óptica transporta la totalidad de los servicios digitales mediante una red de datos IP, incluyendo el control de iluminación, videovigilancia, servicios de Internet, cartelería digital, audio, televisión, telefonía y servicios de transmisión de video en streaming.
También es el primer estadio a nivel mundial en contar con certificación EDGE, norma universal de construcción ambientalmente sustentable, creada por el Banco Mundial; y el primero en utilizar, íntegramente, iluminación led, lo que reduce hasta un 40% el consumo de energía. Este nombramiento lo llevó a ser reconocido por el COI, en 2019, en la categoría «deporte y arquitectura sustentable».
A su vez, es el primer campo deportivo de fútbol de Latinoamérica en tener WiFi 6, con una estructura para el consumo racional del agua, con recolección de agua de lluvia para riegos posteriores, distribución de cestos de basura con clasificación de residuos y uso de energías renovables, sumando paneles fotovoltaicos y generadores eólicos.
El nuevo campo de juego combina un sistema compuesto de césped natural y sintético, como ocurre en varios estadios del fútbol europeo. El Estadio Jorge Luis Hirschi y su predio disponen, además, de una pantalla fija led de 12 metros de ancho por seis de alto, ubicada en la parte superior de la tribuna cabecera de calle 57; vestuarios con hidromasajes; gimnasio polideportivo; pileta climatizada de medidas semiolímpicas; museo; bar temático; locales comerciales, sobre el complejo gastronómico del llamado «Paseo de Los Profesores», en la vereda peatonal que actúa como prolongación de la calle 55, entre avenida 1 y calle 115; estacionamiento para más de 350 autos y oficinas administrativas.

### Distribución del público

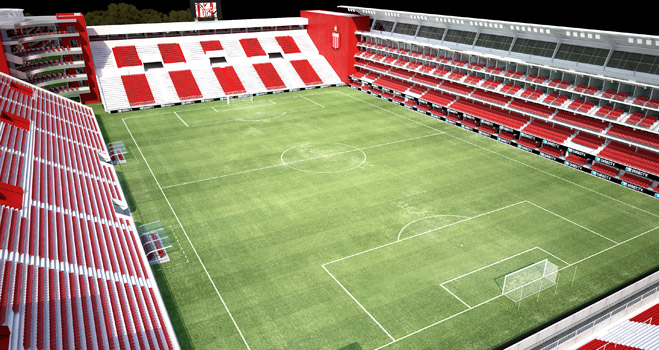
Proyecto final del estadio, que contempla la terminación de las ochavas de calle 115.

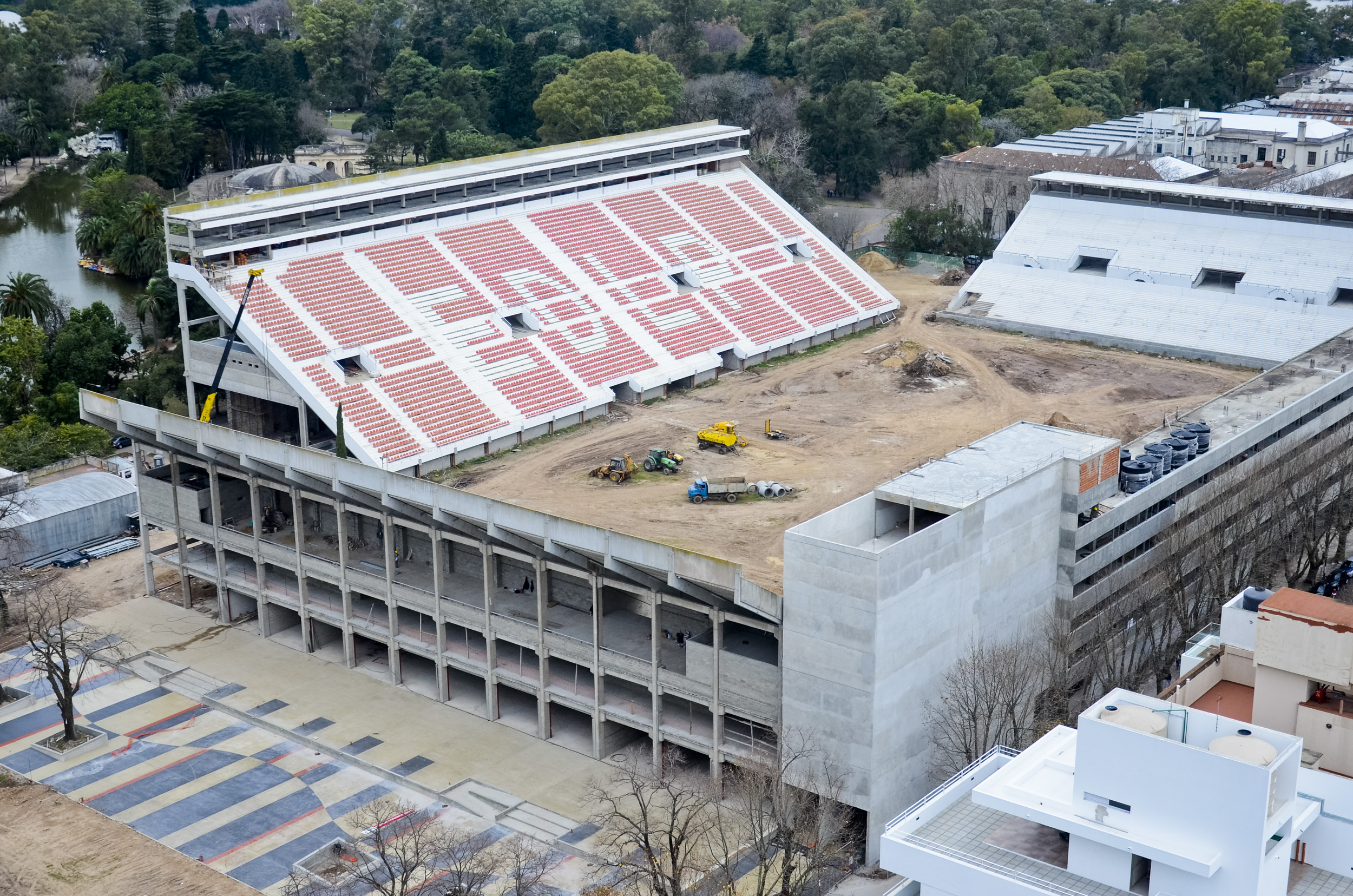
Estado de obras, a octubre de 2017.

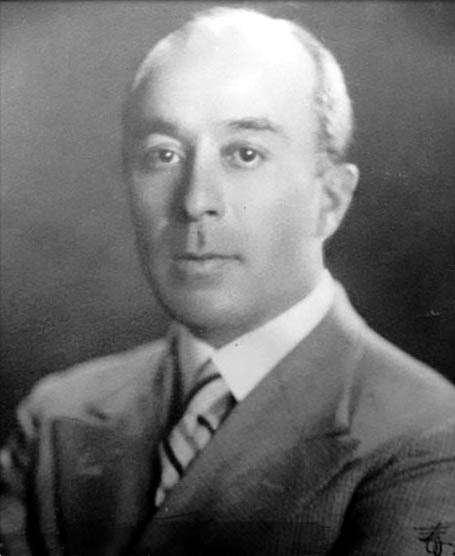
Jorge Luis Hirschi, expresidente de Estudiantes.

El público se divide, dentro del estadio, entre espectadores sentados (plateas y palcos) y parados (populares), con la siguiente distribución:
| Platea de 115          | 7.500  |
| Palcos y plateas de 1  | 4.168  |
| Platea de 55           | 1.946  |
| Tribuna de 55          | 8.054  |
| Tribuna y palcos de 57 | 8.350  |
| Ochava de 57 y 115     | 2.512  |
| TOTAL                  | 32.530 |

## Ubicación y acceso
El Estadio Jorge Luis Hirschi se encuentra emplazado en la zona este de la ciudad de La Plata, sobre avenida 1, en el límite de ingreso al parque público Paseo del Bosque. Ocupa el predio de la manzana delimitada por la avenida 1 y las calles 115, 54 y 57.
Se puede acceder en transporte público, desde el sur y el norte de la ciudad, mediante las líneas de colectivos urbanos Norte, Oeste, 214 y TALP; y, desde el este, por la Línea Universitaria y la Este.

## Conciertos
El 5 de noviembre de 2022, al cumplirse tres años de su reapertura, la artista y cantante argentina Tini Stoessel inauguró el Estadio Jorge Luis Hirschi como recinto para albergar conciertos. Y el 16 de diciembre de ese mismo año, el rapero Wos dio un show ante más de 30 000  mil espectadores, dando inicio a una extensa serie de espectáculos musicales que se mantiene hasta 2024.
| Artista            | Año  |
| ------------------ | ---- |
| Tini Stoessel      | 2022 |
| Wos                | 2022 |
| La Konga           | 2023 |
| Fito Páez          | 2023 |
| Florencia Bertotti | 2024 |